# Jost Gippert
Jost Gippert (Winz-Niederwenigern, atual Hattingen, 12 de março de 1956) é um linguista alemão e especialista em assuntos caucasianos, professor em Linguísticas Comparativas no Instituto de Linguísticas Empíricas da Universidade de Francoforte e autor.

## Biografia

Bernard Outtier, Jost Gippert, Winfried Boeder

Em 1972, ele completou o ensino secundário no Leibniz-Gymnasium em Essen-Altenessen. Em 1972-77, ele estudou Linguística comparativa, Indologia, Japanologia e Sinologia nas universidades de Marburgo e Berlim (Freie Universität). Após o estudo ele obteve um doutorado em Filosofia (1977) com um trabalho tratando a sintaxe de formações infinitivas em línguas indo-europeias. De 1977 à 1990, ele trabalhou como pesquisador e deu aulas nas universidades de Berlim, Viena e Salzburgo. Durante o seu período como assistente de pesquisas sobre linguística oriental computacional na Universidade de Bamberg em 1991, ele se especializou através de um trabalho sobre estrangeirismos Iranianos nas línguas armênica e georgiana. Jost Gippert ensina desde 1994 linguística comparativa na Universidade Johann Wolfgang Goethe em Frankfurt. Desde 1996, ele é membro da Academia de Ciências de Guelati (Geórgia). Ele também é membro da comissão de Turfan desde 2002 e do Centro "Sprache" na Academia de Ciências de Berlim-Brandenburg desde 2007. Ele recebeu nomeações de professor honorário em diversas universidades na Geórgia: na Universidade Sulkhan Saba Orbeliani em Tbilisi (1997), na Universisidade Ivane Javakhishvili em Tbilisi (2009), e na Universidade Shota Rustaveli Batumi (2013). Sua obra não só está focada em línguas indo-europeias e tipologia linguística, mas também em línguas do Cáucaso. Recentemente, vários projetos de cooperação iniciados sob a direção de Jost Gippert, que, desde 1994, mantém uma cátedra na Universidade Wolfgang Johann Goethe, em Frankfurt. O linguista computador gerencia o projeto TITUS (iniciado por ele em 1987), cujo objetivo é descobrir dados primários textuais disponíveis eletronicamente nas línguas indo-europeias e adjacentes. O núcleo de sua pesquisa foca no método comparativo histórico, tipologia linguística, corpora eletrônicos, documentação de linguagem multimídia e análise eletrônica de manuscritos e cartas.

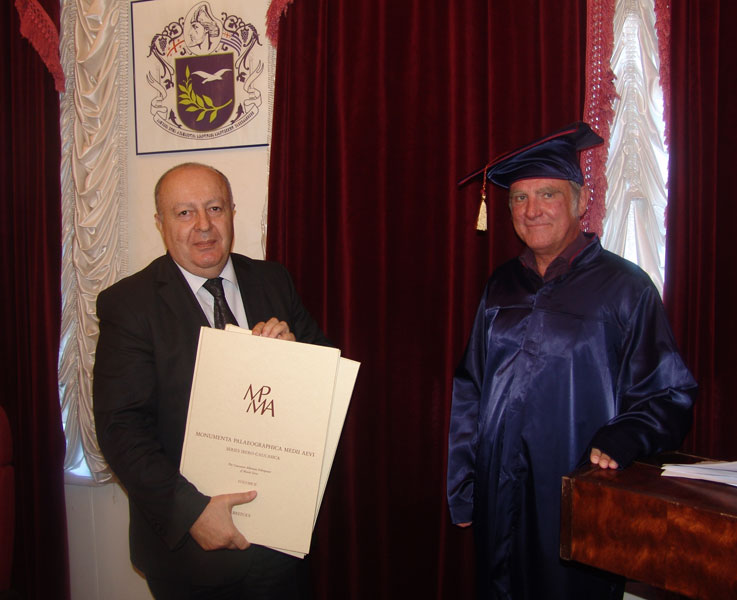
Jost Gippert, Universidade Batumi, 2013

## Humanidades Digitais

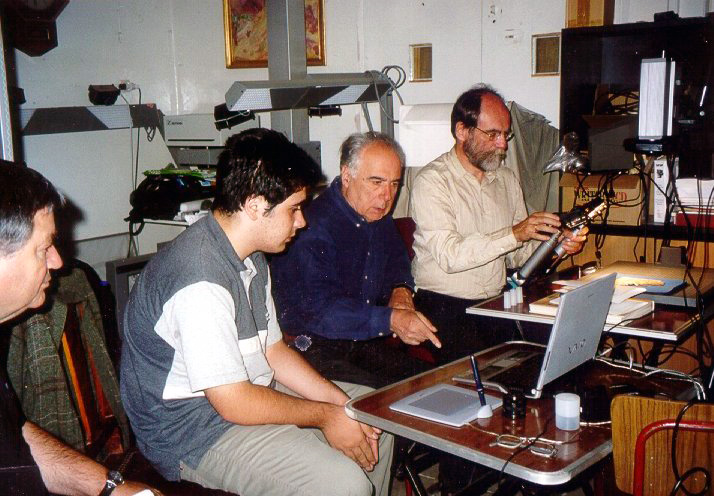
Pesquisa sobre palimpsestos no Monte Sinai

### TITUS, ARMAZI, GNC e LOEWE
Jost Gippert é fundador e diretor do projeto TITUS (desde 1987), que visa documentar digitalmente todas as tradições textuais de línguas indo-europeias, bem como os seus idioletos adjacentes. Em 1999, ele começou o projeto ARMAZI (documentação digital das culturas e línguas caucasianas), usando o mesmo conceito para cobrir as línguas caucasianas. Enquanto isso, ARMAZI levou ao desenvolvimento do Georgian National Corpus (GNC). Desde 2010, Jost Gippert dirige o centro "Digital Humanities in the State of Hesse: Integrated Processing and Analysis of Text-based Corpora" no âmbito do "esforço nacional pelo desenvolvimento da excelência científica e econômica (LOEWE)" do estado alemão Hesse. Esse é um projeto conjunto da Universidade de Frankfurt, Universidade Técnica de Darmstadt e o Museu Goethe em Frankfurt.

### Análise eletrônica de manuscritos
Desde a década de 1990 Jost Gippert é dedicado à análise de manuscritos orientais, participando em projetos relacionados com a digitalização das cartas (jogoletras da coleção Turfan em Berlim) ou palimpsestos (Palimpsestos Cáucaso-albanesas do Monte Sinai). Em 2009, o projeto resultou em um período como professor visitante onde Gippert Jost fazia parte do grupo de pesquisa "Manuskriptkulturen" na Universidade de Hamburgo. No semestre de verão de 2013 ele retornou para Hamburgo como Petra Kappert Fellow para contribuir com a realização da "Enciclopédia das Culturas Manuscritas da Ásia e África" e o manual "Estudos Comparativos de Manuscritos Orientais”. Enquanto isso, ele estabeleceu uma área especial de investigação (950) dedicado chamado "Manuskriptkulturen in Asien, Afrika und Europa" (Culturas Manuscritas na Ásia, África e Europa).

## Atividades

### Seleção de projetos
- 1995-1998 (DFG): Avestá e Rigueveda: Análise Eletrônica
- 1995-1999 (INTAS): O Sistema Verbal Georgiano
- 1999-2002 (Fundação Volkswagen, EUR  117.900): Culturas e Línguas do Cáucaso: Documentação Eletrônica
- Desde 2000 (DFG): Pós-Graduação em "Tipos de Registro: Variação e Interpretação"
- 2002-2006 (Fundação Volkswagen): Línguas Caucasianas Ameaçadas na Geórgia
- 2003-2007 (Fundação Volkswagen): Manuscritos Palimpsestos de Proveniência Caucasiana
- 2005-2009 (INTAS): Palimpsestos Georgianos
- 2005-2007 (Fundação Volkswagen, EUR 189.000): A situação lingüística na Geórgia hoje[4]
- 2008-2014 (DFG, EUR 240.000): Corpus de Referência do Alemão Antigo
- Desde 2008 (BMBF): Infra-estrutura de Recursos da Língua Alemã
- 2009 (FundaçãoVolkswagen, EUR 400,000): “Aché Documentation Project”
- Desde 2009 (DFG/NEH, EUR 96,000): RELISH (Rendering Endangered Languages Lexicons Interoperable Through Standards Harmonization)
- Desde 2009 (FundaçãoVolkswagen): Manuscritos Palimpsestos georgianos
- 2010 (Google Inc., US$ 49,600): Corpus Caucasicum
- Desde 2011 (HMWK, EUR 3.792.000) Unidade de Investigação LOEWE “Digital Humanities – Integrated Processing and Analysis of Text-based Corpora”
- Desde 2011 (Fundação Volkswagen, EUR 299.600): Khinalug Projeto Documentação
- Desde 2011 (DFG): Sentenças relativas a partir de um ponto de vista tipológico
- Desde 2012 (Fundação Volkswagen, EUR 390,400):Corpus Nacional Georgiano

## Publicações selecionadas
- 1977: The syntax of infinitival formations in the Indo-European languages.(Publicações Universidades Europeas, 21/3), 360 pp.; Frankfurt, Berna, Las Vegas: Lang, 1978. Dissertação
- 1990: IranicaArmeno-Iberica. A study of Iranian loan words in Armenian and Georgian, 451 + 389 pp.; Vienna: Austrian Academy of Sciences 1993. Dissertação inaugural.
- 2007: Gippert, Jost / Sarjveladze, Zurab / Kajaia, Lamara: The Old Georgian Palimpsest Codex Vindobonensis georgicus 2, revisado por Jost Gippert em cooperação com Zurab Sarjveladze e Lamara Kajaia, 368 pp.; Turnhout: Brepols de 2007.
- 2008: Gippert, Jost / Schulze, Wolfgang / Aleksidze, Zaza / Mahé, Jean-Pierre: The Caucasian Albanian Palimpsests of Mount Sinai, 2 vols., XXIV + 530 pp.; Turnhout: Brepols 2009.
- 2008: Gippert, Jost / Schulze, Wolfgang / Aleksidze, Zaza / Mahé, Jean-Pierre: The Caucasian Albanian Palimpsests of Mount Sinai, 2 vols., XXIV + 530 pp.; Turnhout: Brepols 2009. revisado por Jost Gippert, 220 pp..; Turnhout: Brepols de 2010.